# Georg Schumann (Politiker)
Otto Anton Georg Schumann (* 28. November 1886 in Reudnitz, Sachsen; † 11. Januar 1945 in Dresden) war ein deutscher Kommunist und Widerstandskämpfer gegen den Nationalsozialismus.

## Leben
Georg Schumann wurde als Sohn des Steindruckers Carl Wilhelm Richard Schumann und seiner Ehefrau Detorah Nina geb. Gottschalk in Reudnitz geboren.

### Kaiserreich
Schon sein Vater war Sozialist. Der gelernte Werkzeugmacher trat im Jahr 1905 der SPD bei, wurde 1907 zum gewerkschaftlichen Vertrauensmann in Jena gewählt. Im Jahr 1912 besuchte er die sozialdemokratische Parteischule in Berlin, wo Rosa Luxemburg seine journalistische Begabung entdeckte. Die SPD stellte ihn 1913 bei der Leipziger Volkszeitung als Redakteur ein. Im Ersten Weltkrieg schloss sich Schumann der von Rosa Luxemburg, Karl Liebknecht und Clara Zetkin gegründeten „Gruppe Internationale“ (siehe Spartakusbund) an und agitierte in der Leipziger Arbeiterjugend gegen den Krieg. Am 26. April 1915 heiratete er in Leipzig Johanne Martha Margarethe Wagner. Im Jahr 1916 wurde er eingezogen; wegen illegaler Arbeit für den Spartakusbund innerhalb der Armee wurde er zu Festungshaft verurteilt. Einer seiner Bewachungssoldaten war der spätere kommunistische Revolutionär Max Hoelz, dem Schumann die Grundlagen des Sozialismus beibrachte.

### Weimarer Republik
Im November 1918 leitete Schumann den Spartakusbund in Leipzig und wurde 1919 Politischer Leiter des KPD-Bezirks Leipzig, wechselte 1921 in gleicher Funktion in den KPD-Bezirk Halle-Merseburg und wurde im gleichen Jahr zum preußischen Landtagsabgeordneten gewählt. Im Jahr 1923 wählte ihn der KPD-Parteitag in die Parteizentrale. In den Fraktionskämpfen nach der Oktoberniederlage der KPD 1923 schloss Schumann sich der sogenannten Mittelgruppe an; die Ultralinken wählten ihn 1924 nicht mehr in die Zentrale, und er musste sein im Mai 1924 gewonnenes Reichstagsmandat abgeben. Ende 1924 erlosch sein Landtagsmandat und damit seine Immunität. Da er 1923 Mitglied der KPD-Zentrale gewesen war, wurde er von der Polizei verfolgt. Er emigrierte Anfang 1925 nach Moskau. Im März 1926 kehrte er nach Deutschland zurück, um wieder Parteileiter in Halle-Merseburg zu werden, wurde jedoch verhaftet und verbrachte fast ein Jahr in Untersuchungshaft. Im Jahr 1927 wurde er wieder ins Zentralkomitee gewählt und Politischer Leiter in Westsachsen (Leipzig), 1928 Reichstagsabgeordneter. Bei den Fraktionskämpfen 1929 entschied er sich erneut für die Mittelgruppe, die so genannten „Versöhnler“. Der siegreiche linke Flügel um Ernst Thälmann setzte ihn deshalb gegen heftige Proteste als Leiter im Bezirk Westsachsen ab. Ende 1929 unterwarf er sich der Thälmann-Linie, war von 1930 bis 1933 wieder Reichstagsabgeordneter und engagierte sich vor allem in der kommunistischen Erwerbslosenbewegung.

### Widerstand

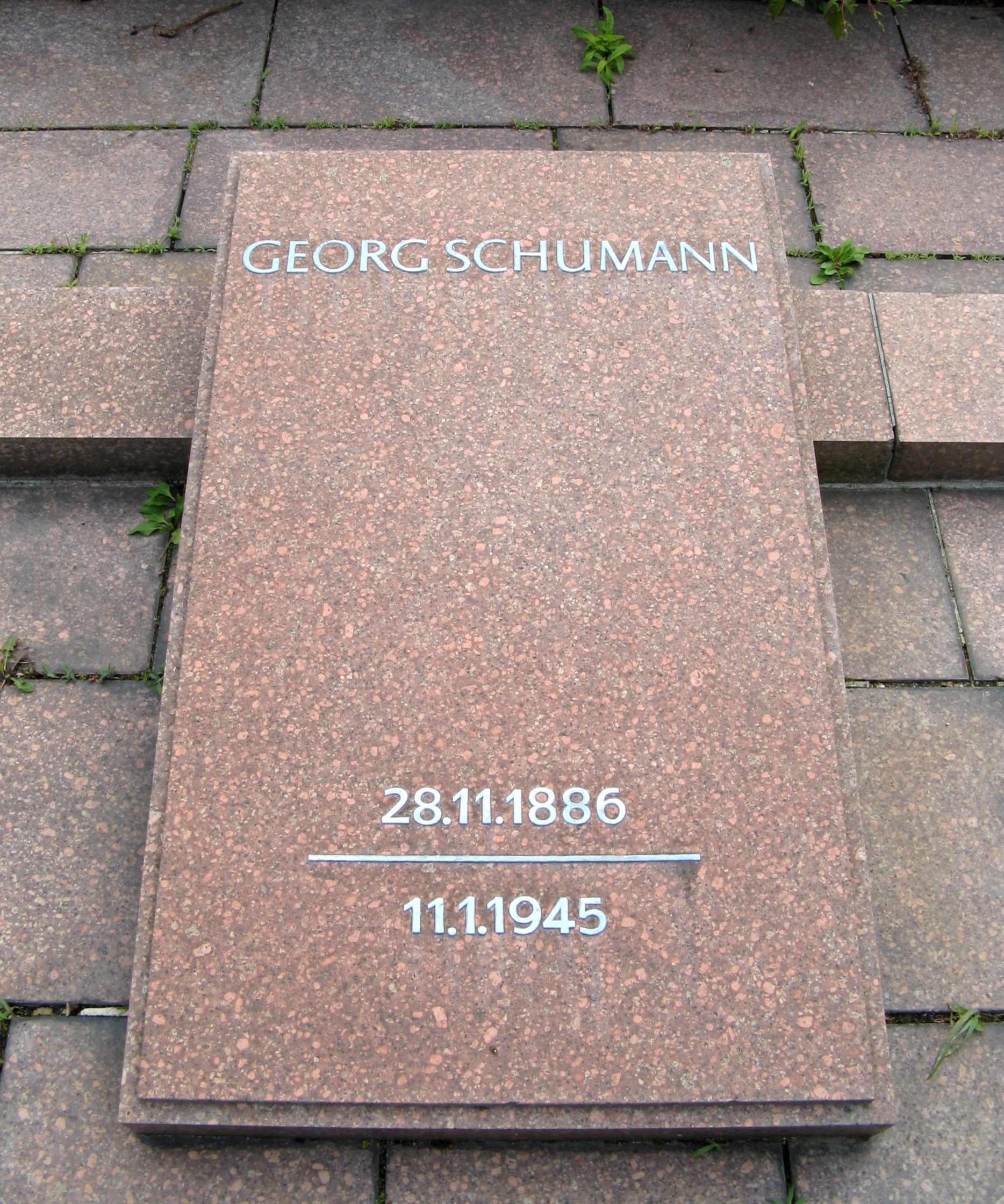
Grabplatte Georg Schumanns am Ehrenmal für die Widerstandskämpfer der Schumann-Engert-Kresse-Gruppe

Schumann nahm am 7. Februar 1933 an der illegalen Tagung des Zentralkomitees der KPD im Sporthaus Ziegenhals bei Berlin teil. Nach der Machtergreifung der Nationalsozialisten leitete er die illegale Widerstandsarbeit in Breslau, wurde im Juni 1933 verhaftet und im August 1934 vom Volksgerichtshof zu drei Jahren Zuchthaus verurteilt. Nach Verbüßung der Strafe im Zuchthaus Waldheim wurde Schumann in „Schutzhaft“ genommen und bis Juni 1939 im KZ Sachsenhausen gefangen gehalten. Nach der Freilassung arbeitete Schumann wieder als Schlosser in Leipzig. Ab 1941 baute er in Leipzig und Umgebung zusammen mit Otto Engert und Kurt Kresse eine der größten kommunistischen Widerstandsgruppen auf, die so genannte Schumann-Engert-Kresse-Gruppe. Der Gruppe gehörte auch Schumanns im Februar 1924 geborener Sohn Horst an. Die Gruppe orientierte sich grob am Nationalkomitee Freies Deutschland, stellte aber, ähnlich wie die Knöchel-Seng-Gruppe im Ruhrgebiet, ihre sozialistischen Ziele wie die Enteignung der Großindustrie deutlicher heraus, als das die Moskauer Exilführung der KPD zu dieser Zeit tat. Im Sommer 1944 begann die Verhaftungswelle der Gestapo, im Juli wurden auch Schumann und Engert verhaftet. Beide wurden schwer gefoltert, da sie weitere Namen von Mitgliedern preisgeben sollten, blieben aber standhaft und retteten so vielen anderen Widerstandskämpfern vermutlich das Leben. Am 21. November 1944 verurteilte der Volksgerichtshof Schumann wegen „Vorbereitung zum Hochverrat, Feindbegünstigung und Wehrkraftzersetzung“ zum Tode; am 11. Januar 1945 wurde er im Innenhof des Landgerichtes Dresden (George-Bähr-Straße) hingerichtet.
Nach Kriegsende wurde die Urne Georg Schumanns zusammen mit denen anderer führender Mitglieder der Widerstandsgruppe auf dem Leipziger Südfriedhof an exponierter Stelle an der Mittelachse des Hauptweges bestattet.
Sein Sohn Horst Schumann war in den Jahren 1959 bis 1967 Vorsitzender der FDJ.

## Rezeption

### Ehrungen
Seit 1945 trägt eine große Straße in Leipzig, die westliche Hauptausfallstraße als Teil der Bundesstraße 6 in Richtung Schkeuditz und Halle (Saale) den Namen Georg-Schumann-Straße. 1948 wurde den auf dem Leipziger Südfriedhof bestatteten Widerstandskämpfern der Engert-Schumann-Kresse Gruppe ein Mahnmal in Form der Bronzeplastik „Sterbender Kämpfer“ des Bildhauers Walter Arnold errichtet.
Im Jahr 1966 erhielt ein Frachtschiff der Deutschen Seereederei der DDR den Namen Georg Schumann. In den Jahren 1972 bis 1991 trug eine Kaserne der NVA im Leipziger Stadtteil Möckern den Ehrennamen Georg-Schumann-Kaserne. Hier erinnerte auch ein inzwischen geschleiftes Denkmal an ihn. Eine Mittelschule in Leipzig heißt noch heute Georg-Schumann-Schule. Ebenfalls in Leipzig trug eine in der Villa Baedeker von 1953 bis 1998 betriebene Jugendherberge seinen Namen.
Die Deutsche Post der DDR gab 1976 zu seinen Ehren eine Sondermarke in der Serie Persönlichkeiten der deutschen Arbeiterbewegung heraus.
Das ehemalige Gerichtsgebäude in der Dresdner Südvorstadt, heute Gedenkstätte Münchner Platz, trägt seit 1957 den Namen Schumann-Bau und wird von der TU Dresden (Fakultät Wirtschaftswissenschaften und Fakultät Maschinenwesen) genutzt. Die benachbarte Straße am Rande des TU-Campus trägt ebenfalls den Namen Georg-Schumann-Straße.
Im thüringischen Apolda wurde nach dem Jahr 1990 die Georg-Schumann-Straße entwidmet.
Seit 1992 erinnert in Berlin in der Nähe des Reichstags eine der 96 Gedenktafeln für von den Nationalsozialisten ermordete Reichstagsabgeordnete an Schumann und am 4. Juni 2010 wurde in Leipzig-Wahren in der Raustraße ein Stolperstein für ihn verlegt.

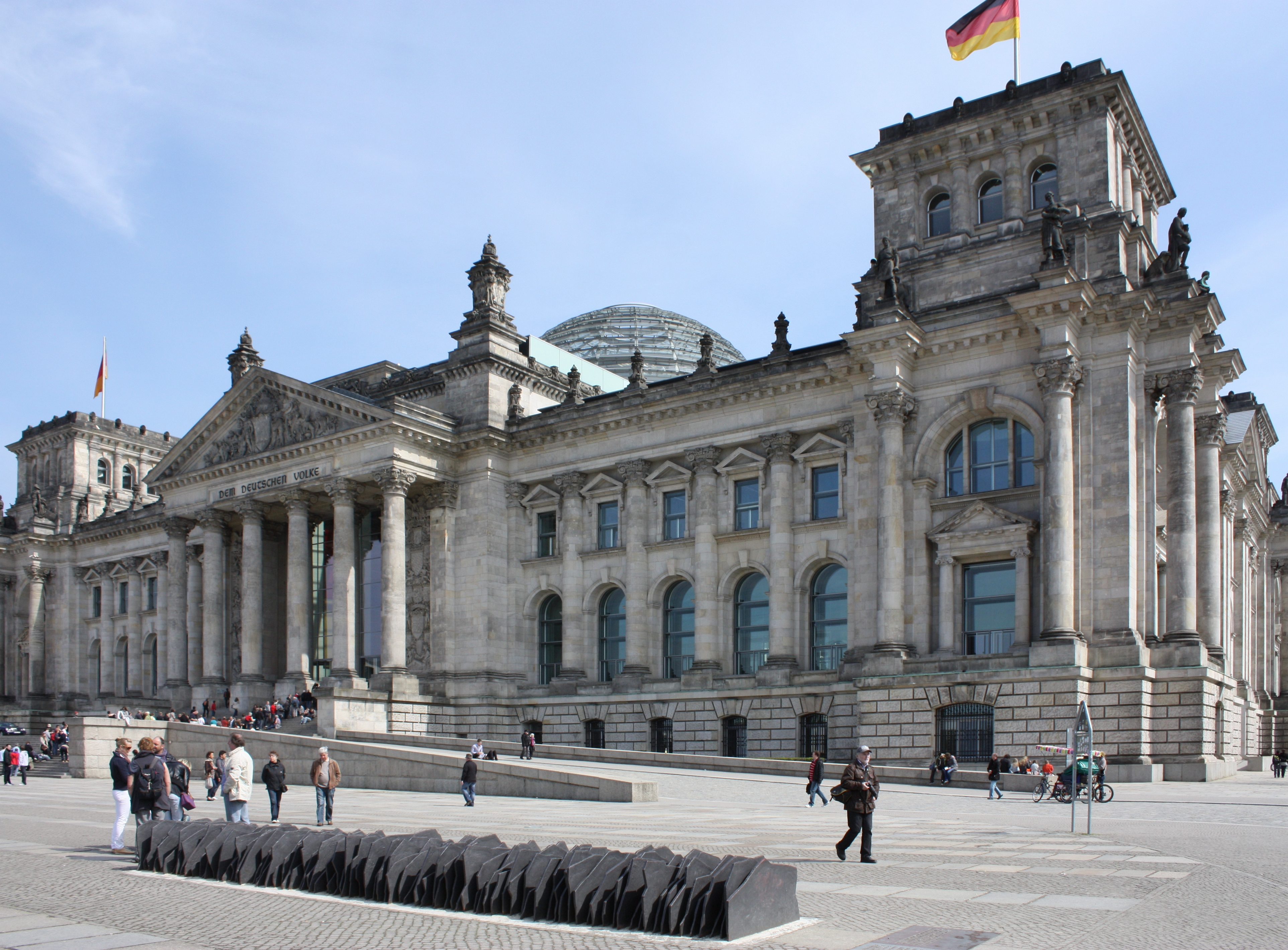
Gedenktafeln am Reichstag
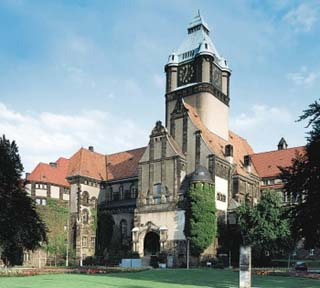
Schumann-Bau der TU Dresden
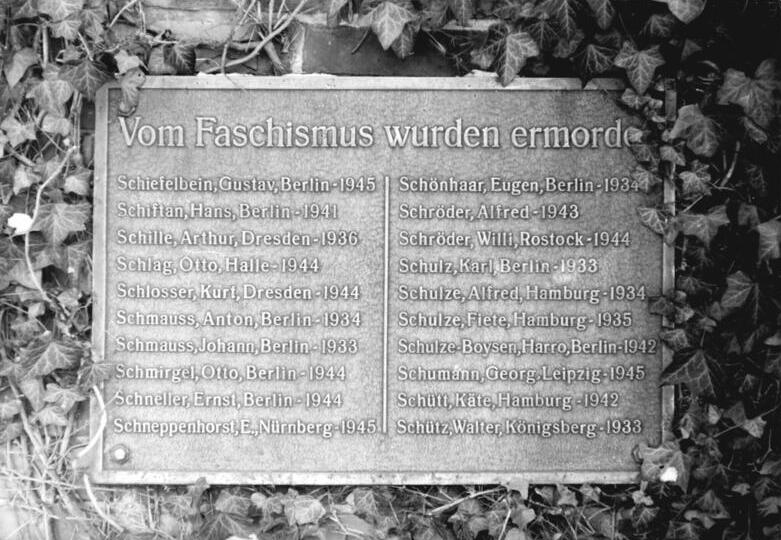
Gedenktafel für Georg Schumann und andere auf dem Friedhof der Sozialisten
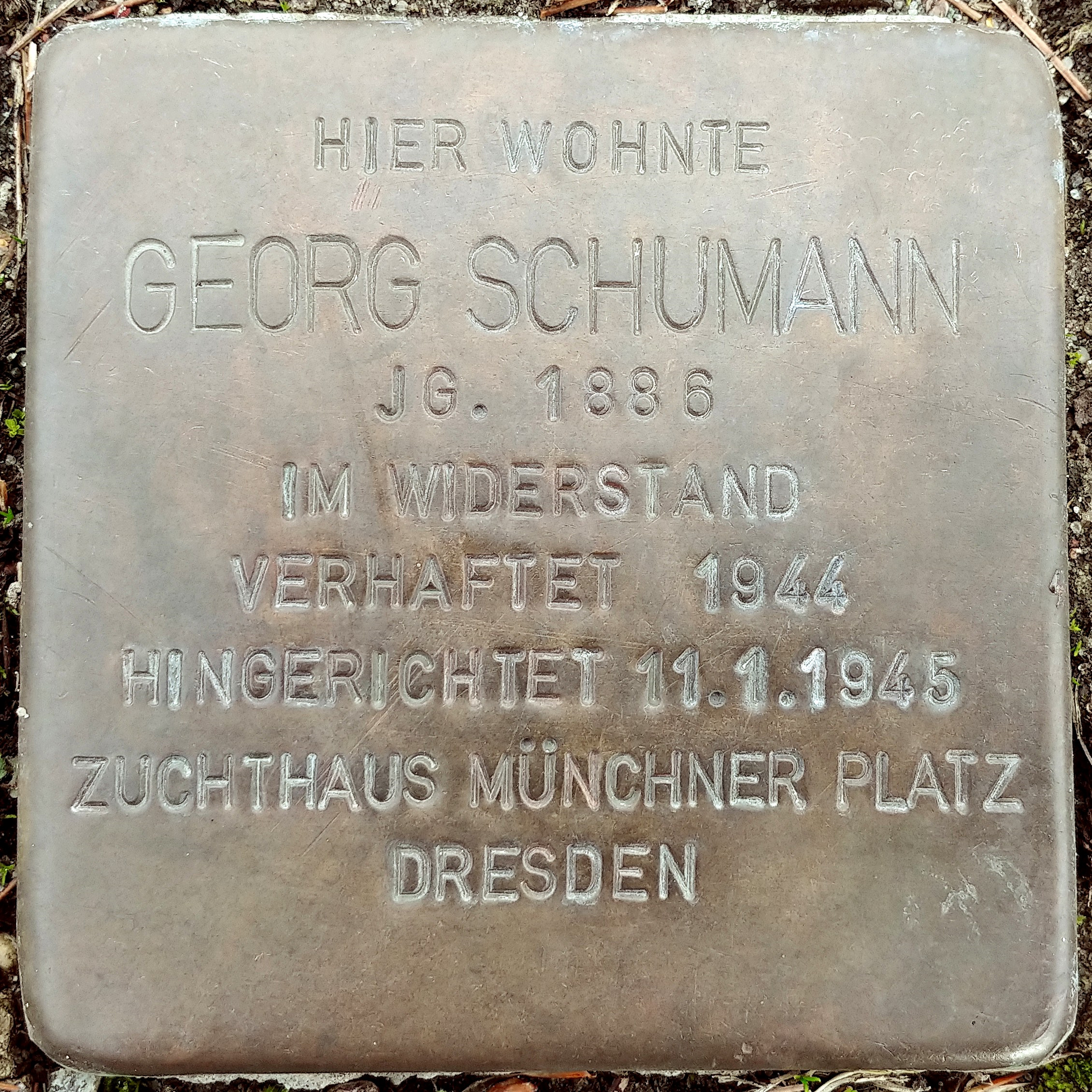
Stolperstein in Raustraße, Leipzig

### Bildende Kunst
- Bruno Kubas: Georg Schumann (um 1962, Büste, Bronze)[7]